# Laurie Nunn
Laurie Nunn (* in London) ist eine britische Theater- und Drehbuchautorin. Ihr bekanntestes Werk ist die britische Netflix-Fernsehserie Sex Education.

## Leben
Laurie Nunn wuchs bis zum Alter von 14 Jahren in Großbritannien auf. Gemeinsam mit drei Geschwistern zog sie dann mit ihrer australischen Mutter nach Melbourne. In Australien schloss sie ein Filmstudium an der Victorian College of the Arts School of Film and TV ab und zog mit Anfang 20 zurück nach Großbritannien, wo sie von 2011 bis 2012 an der National Film and Television School einen Masterstudiengang als Drehbuchautorin absolvierte.
Ihr erstes größeres TV-Werk Sex Education für den Streaminganbieter Netflix kam ins Finale des  Rose d’Or - Festivals 2019 in der Kategorie Comedy Drama and Sitcom. In deren zweiter Staffel war sie neben dem Drehbuch auch als Ausführende Produzentin verantwortlich.

## Arbeiten
- King Brown, Theaterstück
- In the unlikely event of an emergency, kleines Theaterstück
- Sex Education (Fernsehserie)

## Auszeichnungen
- 2017: Bruntwood Price for Playwriting für das Theaterstück King Brown[4]